# Ellipes elytrosignatus
Ellipes elytrosignatus är en insektsart som beskrevs av Günther, K.K. 1989. Ellipes elytrosignatus ingår i släktet Ellipes och familjen Tridactylidae. Inga underarter finns listade i Catalogue of Life.